# Abdourahamane Soilihi
Pour les articles homonymes, voir Soilihi.
Abdourahamane Soilihi, dit « Ladjo », né le 4 octobre 1959, est un homme politique français. Il est membre de l'Union pour un mouvement populaire puis du parti Les Républicains jusqu'à son exclusion en 2018.

## Biographie
Enseignant de profession, il fait son entrée en politique lors des élections municipales de 1995 en étant élu adjoint au maire de Mamoudzou. Tête de liste en 2001 sous l'étiquette RPR, il est battu. Il est élu maire de la ville à la suite des élections municipales de 2008. Il est battu en ne terminant que troisième d'une triangulaire lors des élections municipales de 2014 par Mohamed Majani, en n'obtenant que 1 883 voix.
Le 25 septembre 2011, il est élu sénateur lors des élections sénatoriales de 2011. Membre du groupe Les Républicains au Sénat, il siège à la commission de la culture, de l'éducation et de la communication et est membre de droit de la délégation sénatoriale aux outre-mer.
Il soutient Nathalie Kosciusko-Morizet pour la primaire présidentielle des Républicains de 2016.
Le 28 avril 2018, les Républicains annoncent l'exclusion d'Abdourahamane Soilihi du parti pour avoir soutenu d'autres candidats que ceux investis par le parti lors de la législative partielle de la 1re circonscription de Mayotte en mars 2018. Il a notamment soutenu la candidature de Ramlati Ali, apparentée au mouvement La République en marche.